# Ричард Хибард
Ричард Хибард (енгл. Richard Hibbard; 13. децембар 1983) професионални је рагбиста и репрезентативац Велса, који тренутно игра за премијерлигаша Глостер (рагби јунион).

## Биографија
Висок 183 цм, тежак 114 кг, Хибард игра на позицији број 2 - Талонер (енгл. Hooker). У каријери је пре Глостера играо за Тајбах РФК, Свонзи РФК, Аберавон и Оспрејс. За "змајеве" је до сада одиграо 38 тест мечева и постигао 2 есеја, а одиграо је и 3 утакмице за британске и ирске лавове.